# Gaston Maspero
Gaston Camille Charles Maspero (23. června 1846 Paříž – 30. června 1916 Paříž) byl francouzský pedagog a egyptolog italského původu, ředitel Památkové služby a Egyptského muzea v Káhiře. Pod jeho vedením byl vybudován Francouzský ústav orientální archeologie v Káhiře (Institut français d'archéologie orientale du Caire). Zasloužil se také o vznik školy v Káhiře, která měla zajišťovat výuku egyptologie a vychovávat odborníky v tomto oboru. Zapojil se do boje proti nelegálnímu vývozu egyptských starožitností a přispěl k zavedení řady zákonů proti rabování, které zabránily vyvážení egyptských starožitností ze země. Doba jeho působení v čele Památkové služby je často považována za zlatou éru egyptské archeologie.
Maspero byl vynikající vědec z rozsáhlými znalostmi z různých oborů egyptologie, ale také neúnavný organizátor. Zahájil systematický výzkum egyptských pyramid a nápisů na jejich stěnách (tzv. Texty pyramid). Mimořádně rozsáhlá byla jeho publikační a editorská činnost. Pod jeho vedením bylo vydáno 50 svazků generálního katalogu Egyptského muzea v Káhiře, 12 svazků o nejvýznamnějších chrámech Núbie, napsal řadu vědeckých publikací, které si získaly širokou popularitu. Bibliografie jeho prací pojednávajících o egyptské archeologii, literatuře, umění a památkách čítá okolo 1200 položek.

## Život
Jeho rodiče byli italského původu, z politických důvodů se uchýlili do Paříže, kde se Gaston Maspero narodil. Středoškolská studia absolvoval na Lyceu Ludvíka Velikého a poté pokračoval na École normale supérieure. Již ve čtrnácti začal samostatně studovat egyptské hieroglyfické písmo. V jednadvaceti (1867) mu egyptolog Auguste Mariette poskytl dva nově objevené hieroglyfické texty. Maspero je přeložil za necelé dva týdny a svůj překlad také brzy publikoval, což mu zajistilo mimořádnou reputaci.
Strávil rok v Latinské Americe, zejména v Uruguayi (1867-1868), kde studoval kečuánštinu. Po návratu získal místo učitele egyptského jazyka a archeologie na nově založené École pratique des hautes Études. Koncem roku 1872 obhájil na Sorbonně dvě dizertační práce a v roce 1874 byl jmenován profesorem na Collège de France. 

### Soukromý život
Během francouzsko-pruské války v roce 1870 narukoval a přijal francouzské občanství. Dne 11. listopadu 1871 se oženil s novinářkou Harriett Yappovou, z tohoto svazku se narodily dvě děti: Georges a Isabelle. Manželka však několik dní po narození dcery v roce 1873 zemřela. V roce 1880 se znovu a z tohoto svazku se narodili dva synové: Henri a Jean. Synové Georges a Henri se stali známými sinology, Jean byl egyptologem (padl v roce 1915 na západní frontě). Henri byl za 2. světové války uvězněn v Buchenwaldu, kde na následky krutého zacházení zemřel tři týdny před osvobozením tábora.

### Profesionální kariéra v Egyptě
Gaston Maspero byl roku 1880 poslán do Egypta jako vedoucí stálé archeologické mise. Měl nahradit nemocného Augusta Marietta, ředitele Egyptské památkové služby a Muzea egyptské archeologie v Búlaqu v Káhiře, aby zůstala zachována kontinuita francouzského vedení nad památkovou péčí a archeologickým výzkumem v Egyptě. Po Mariettově smrti v lednu 1881 Maspero ve věku 34 let převzal obě funkce. Jeho zásluhou vznikl v roce 1898 Francouzský ústav orientální archeologie v Káhiře.
Nasměroval archeologický výzkum, vzhledem ke svému zaměření, především lingvisticky, soustředil se na hroby vybavené hieroglyfickými nápisy. V roce 1881 objevil se svými spolupracovníky bratry Brugschovými v sakkárských pyramidách více než 4000 řádek textů psaných hieroglyfickým písmem. Tyto tzv. Texty pyramid pomohly osvětlit egyptské pohřební obřady, uctívání mrtvých a víru Egypťanů v posmrtný život. Maspero celý soubor nápisů zdokumentoval a postupně publikoval. 
Maspero dbal na důslednou ochranu památek, ve spolupráci s místními úřady bojoval proti hledačům pokladů a nelegálnímu obchodování se starožitnostmi. Díky tomuto úsilí se podařilo odhalit v roce 1881 zloděje, kteří vykrádali hrobky poblíž vesnice Qurna. Ve skalní skrýši v Del-el-Bahrí nalezl mumie nejslavnějších faraonů 18. a 19. dynastie, mezi nimi Ramesse II., Sethiho I., Thutmose III. a několik set různých artefaktů. V roce 1889 Maspero o těchto nálezech vydal monografii nazvanou Královské mumie z Dér-el-Bahri (Les momies royales de Dúir el-Bahari).
Roku 1881 zavedl do egyptologie pojem Mořské národy, užívaný dodnes. Roku 1886 odkryl další část Sfingy, když odstranil 20 metrů písku. Marně pod Sfingou však hledal hrobky (ač tam byly). 
V roce 1886 se Maspero vrátil do Francie a v následujících letech vyučoval na Collège de France a École des Hautes Études. 
Do Egypta byl znovu povolán v roce 1899, aby se ujal svých bývalých funkcí. 3. října 1899 se při zemětřesení v Karnaku zhroutilo 11 sloupů Královského paláce. Maspero se postavil do čela rekonstrukčního týmu, když odmítl názory některých romantiků, že zříceniny mají zůstat tak, jak jsou. Díky těmto pracím v roce 1903 byla na jednom z nádvoří paláce byla nalezena alabastrová dlažba a pod ní šachta, která vedla k velké komoře ukrývající téměř 17 000 soch. 
Řídil přemístění egyptologického muzea, protože stávající královský palác v Gíze (muzeum v letech 1889 až 1902) již nemohl pojmout rozrůstající se sbírky. Nové Egyptského muzeum v Káhiře na náměstí Tahrír bylo slavnostně otevřeno v listopadu 1903. Velkou práci udělal také při katalogizaci jeho sbírek. 
Mezi jeho hlavní knižní práce patří třídílná Histoire ancienne des peuples de l'Orient classique (1895-1897), velká syntéza popisující historii celé Blízkého východu od počátků až po vpád Alexandra Velikého. Založil také časopis Recueil de travaux relatifs à la philologie et à l'archéologie égyptiennes et assyriennes. 
Kvůli dlouhým hodinám práce se mu začal zhoršovat zrak, a tak na jaře 1914 Maspero rezignoval na svůj úřad. Ještě před odjezdem z Egypta doporučil vedoucímu lordu Carnarvonovi, aby pro plánovanou expedici do Údolí králů přijal do služeb sedmnáctiletého nadšence Howarda Cartera.Ten se později stal objevitelem Tutanchamonovy hrobky.

### Závěr života
Dne 24. července 1914 byl zvolen stálým sekretářem Académie des inscriptions et belles-lettres (členem byl od roku 1883). Dne 30. června 1916 při návštěvě zasedání akademie dostal záchvat a zemřel ve své lavici. Je pohřben na hřbitově Montparnasse spolu se synem Jeanem a manželkou Louise.
V roce 1885 byl Maspero zvolen do Americké akademie umění a věd. Královská nizozemská akademie věd ho přijala jako zahraničního člena v roce 1893. Od roku 1897 byl dopisujícím členem Pruské akademie věd. V roce 1896 byl vyznamenán řádem Čestné legie. V roce 1909 byl jmenován čestným komandérem Řádu svatého Michala a svatého Jiří (Spojené království). Byl členem Queen's College (Oxfordská univerzita), Amerického archeologického institutu (Boston), Americké filozofické společnosti (Philadelphia), Americké orientální společnosti (Ann Arbor) a Akademie věd v Turíně. 